# Kvark (fysik)
 For alternative betydninger, se Kvark. (Se også artikler, som begynder med Kvark)
Kvarker (ental: kvark, engelsk: quark) er elementarpartikler tilhørende gruppen af fermioner.
Der findes seks forskellige slags kvarker: Up, down, top (tidligere truth), bottom (tidligere beauty), charm og strange og de 6 antikvarker: Anti-up, anti-down, anti-top (tidligere anti-truth), anti-bottom (tidligere anti-beauty), anti-charm og anti-strange. Almindeligt stof (som vi møder i vores dagligdag) består udelukkende af up- og down-kvarker (samt elektroner), de fire resterende kvark typer anses derfor som eksotiske og sjældne i de fleste sammenhænge.
Ordet kvark er inspireret af James Joyces roman Finnegans Wake.

## Egenskaber
Det er ikke muligt for en kvark at optræde isoleret; den vil altid være bundet til andre kvarker. I Standardmodellen for opbygningen af stof er alle hadroner opbygget af kvarker (eller anti-kvarker). Hadroner optræder typisk som enten baryoner eller mesoner. Baryoner består af tre bundne kvarker, mens mesoner består af en kvark og en antikvark. Typiske eksempler på baryoner er protoner og neutroner, som atomernes kerner f.eks. er bygget op af. Subatomare partikler som eksotiske mesoner og eksotiske bosoner er muligvis også hadroner, bestående af henholdsvis 4 kvarker og 5 kvarker.
Kvarker har altid en "farve" (rød, grøn eller blå). Det skal dog ikke opfattes som en farve i egentlig forstand, men nærmere en særlig form for ladning, man i partikelfysikken har valgt at betegne som en "farve" (engelsk: colour).   
Kvarkerne sammensætter sig sådan, at de bliver "neutrale". En hadron kan kun eksistere, hvis dens kvarker tilsammen har en neutral farveladning, man kan derfor i enkelte tilfælde støde på betegnelsen "farve-ladning" (engelsk: colour-charge). Grunden til, at man anvender betegnelsen "farve", er, at kvarkens egenskaber ikke alene kan beskrives ved gravitation og elektrisk ladning. Man har simpelthen opdaget nye egenskaber, som ikke direkte optræder i vores hverdag. 
Kvarkerne binder sig til hinanden ved hjælp af gluoner (afledt fra det engelske ord  'glue', der betyder lim). Gluoner "har" også en farve.

## Kræfter og vekselvirkninger
Kraftpåvirkningen, eller vekselvirkningen om man vil, mellem to elementarpartikler foregår, ved at de udveksler kraftpartikler. Indtil videre kender vi kun til fire forskellige kræfter, de såkaldte naturkræfter, som alle andre kraftpåvirkninger udspringer fra. Alle fire naturkræfter virker mellem kvarker. 
De fire naturkræfter omfatter følgende: 
1. Den elektromagnetiske kraft
I vores hverdag skelner vi mellem to kræfter, nemlig elektriske og magnetiske kræfter. Et eksempel på det kunne være fra elektromotorer og magneter. Men i begge tilfælde er det partiklernes elektriske ladninger, man fokuserer på. Derfor omtaler vi begge disse kræfter som elektromagnetiske kræfter. Den elektromagnetiske kraft er den vekselvirkning, som finder sted mellem elektrisk ladede partikler. Alle elementarpartikler bortset fra neutrinoer er elektrisk ladede. Virkningen er afgørende for atomernes fysiske og kemiske egenskaber (fx kemiske bindinger, gnidningskræfter og imellem atomernes elektroner m.m.), idet den findes mellem elektronerne. Alle elementarpartikler (undtagen neutrinoer) er elektrisk ladede, og når de påvirker hinanden, så udveksler de partikler i form af fotoner, som skaber de elektromagnetiske kræfter. 

http://www.nakgym.dk/fysik/la/mechanics_3g_gif/krafttyper/magnetiskkraft.gif(Billed af magnetisk kraft)
2. Den stærke kraft
Den stærke kraft findes kun mellem kvarker. Da både neutroner og protoner er sammensat af kvarker, er det den stærke vekselvirkning, som binder nukleonerne sammen i atomkernen. 
Man beskriver den stærke vekselvirkning med kvarkernes egenskaber, som minder om ladninger. Der er 6 ladninger. Ladningerne beskrives ikke med betegnelserne positiv eller negativ, men med betegnelserne rød, gul, blå, anti-rød, anti-gul og anti-blå. Derfor kaldes den stærke kraft også for farvekraften.
3. Den svage kraft
Den svage kraft virker mellem alle elementarpartikler, men den er meget kortrækkende, så den har kun betydning på ganske små skalaer. Den har kun virkning over afstande, der er mindre en atomkernernes størrelse. Den svage kraft kan ændre én form for kvark til en anden form for kvark. Neutrinoer vekselvirker kun med andre partikler gennem den svage kraft, det er årsagen til neutrinoernes enorme gennemtrængningsevne.
4. Tyngdekraften
Tyngdekraften (også kaldet gravitation) virker mellem alle partikler. Den er den svageste af de fire naturkræfter og er en milliard gange svagere end de tre andre naturkræfter, dog er den langtrækkende. På store afstande er den i teorien helt dominerende og styrer bl.a. planeternes og galaksernes bevægelser. På afstande af atomernes skala er tyngdekraften praktisk taget helt uden betydning, og den ignoreres næsten altid i forbindelse med kvarker.

## Stofpartikeltabel
Der findes seks forskellige typer af kvarker:
| Familie    | partikel      | symbol | Masse·c²          | el.lad./\|e\| | Baryontal |
| ---------- | ------------- | ------ | ----------------- | ------------- | --------- |
| 1. Familie | Up kvark      | u      | 2 MeV             | 2/3           | 1/3       |
| 1. Familie | Down kvark    | d      | 4,8 MeV           | -1/3          | 1/3       |
| 2. Familie | Charm kvark   | c      | 1.270+70−110 MeV  | 2/3           | 1/3       |
| 2. Familie | Strange kvark | s      | 92 MeV            | -1/3          | 1/3       |
| 3. Familie | Top kvark     | t      | 171.200±2.100 MeV | 2/3           | 1/3       |
| 3. Familie | Bottom kvark  | b      | 4.200+170−70 MeV  | -1/3          | 1/3       |

Ud over disse seks kvarker findes der også 6 tilsvarende anti-kvarkpartikler.